# Why (3T)
Why è una canzone del gruppo musicale statunitense 3T che contiene un featuring di Michael Jackson, loro zio, scritta da Babyface ed estratta l'11 gennaio 1996 come quarto singolo dal loro album Brotherhood del 1995. Il singolo riscosse un buon successo nel Regno Unito, dove raggiunse il 2º posto della classifica generale e il 1º nella classifica R&B.

## Descrizione
Il brano fu scritto nel 1994 da Babyface per l'album HIStory di Michael Jackson ma quando i suoi nipoti ascoltarono la demo se ne innamorarono e Jackson decise di regalarla a loro che la inserirono nel loro album Brotherhood, primo album del gruppo 3T formato da Taryll, Taj e TJ Jackson, figli di Tito Jackson.

## La copertina
Il singolo mostrava in copertina Michael Jackson coi suoi nipoti. Venti anni dopo, alcune foto scartate dallo stesso servizio fotografico fecero scalpore perché considerate da alcuni giornalisti scandalistici "compromettenti" per Jackson dato che i nipoti apparivano seminudi in alcune fotografie e a causa delle accuse di molestie subite in passato dal cantante, dalle quali venne completamente assolto. I tre artisti hanno negato le insinuazioni dichiarando che le foto vennero scattate durante una pausa delle riprese del video per Stranger in Moscow (1996) di Michael Jackson, in un servizio fotografico che si tenne davanti a decine di persone. I 3T fecero in seguito causa al sito Radar Online che le aveva pubblicate per primo costringendo il sito a ritrattare cancellando il loro articolo.

## Video musicale
Il singolo fu accompagnato da un videoclip co-diretto da Ralph Ziman e Michael Jackson, girato in bianco e nero e ambientato a Los Angeles nella Ennis House, progettata dall'architetto Frank Lloyd Wright, e vede Jackson interagire coi nipoti e cantare insieme a loro. Le immagini dei quattro sono inframezzate da quelle di tre ragazze, a rappresentare l'interesse amoroso dei tre ragazzi protagonisti. Venne mandato in onda da tutte le televisioni musicali dell'epoca, come MTV, ma pubblicato per la prima volta solo nel 2010 nella raccolta di video definitiva di Michael Jackson, che consisteva in un cofanetto contenente tre DVD e un libretto, e intitolata Michael Jackson's Vision.

## Tracce
- CD singolo

1. Why (Radio Edit) – 4:10
2. Didn't Mean to Hurt You ('96) – 4:30

- CD singolo n°2

1. Why (Radio Edit) – 4:10
2. Tease Me (Single Edit) – 4:25

- CD maxi

1. Why (Radio Edit) – 4:10
2. Tease Me (Single Edit) – 4:25
3. Didn't Mean to Hurt You – 5:45
4. What Will It Take – 5:16

- CD maxi n°2

1. Why (Album Version) – 5:28
2. Tease Me (Todd Terry's Tease Club Mix) – 6:49
3. Tease Me (Todd Terry's TNT Tease Dub) – 6:11
4. Tease Me (Acapella) – 4:40

## Successo commerciale
Il singolo fu promosso principalmente dal successo che Michael Jackson stava ottenendo in quel periodo grazie al doppio album HIStory pubblicato l'anno prima, che registrò vendite record e fu accompagnato da una gigantesca campagna pubblicitaria. Why riscosse un buon successo nel Regno Unito, dove raggiunse il 2º posto in classifica e il 1º nella classifica R&B, mentre negli Stati Uniti raggiunse la numero 71 della classifica Hot R&B/Hip-Hop Songs ma non riuscì ad entrare nelle prime 100 posizioni della classifica generale di Billboard, fermandosi alla 112ª posizione.

## Classifiche
| Classifica (1996)                                 | Posizione massima |
| ------------------------------------------------- | ----------------- |
| Australia                                         | 46                |
| Austria                                           | 21                |
| Belgio (Fiandre)                                  | 19                |
| Belgio (Vallonia)                                 | 10                |
| Europa                                            | 14                |
| Francia                                           | 9                 |
| Germania                                          | 29                |
| Irlanda                                           | 14                |
| Islanda                                           | 27                |
| Italia                                            | 18                |
| Nuova Zelanda                                     | 9                 |
| Paesi Bassi                                       | 13                |
| Svezia                                            | 14                |
| Svizzera                                          | 11                |
| Regno Unito                                       | 2                 |
| Classifica R&B (Regno Unito)                      | 1                 |
| Classifica singoli bubbling (Stati Uniti)         | 12                |
| Classifica singoli R&B di Billboard (Stati Uniti) | 71                |